# George Calvert, 1. Baron Baltimore

George Calvert, 1. Baron Baltimore

George Calvert, 1. Baron Baltimore (* um 1579 in Kiplin, North Yorkshire; † 15. April 1632 in Lincoln’s Inn Fields, London) war ein englischer Staatsmann und Kolonialadministrator.

## Leben
Calvert war der Sohn des Leonard Calvert und der Alice Grace Crossland. Er wurde am Trinity College der Universität Oxford ausgebildet und erwarb dort 1597 den Abschluss eines Bachelor of Arts. 1606 wurde er Privatsekretär für Robert Cecil, 1. Earl of Salisbury, und 1608 Schreiber des Privy Council. 1609 wurde er als Abgeordneter für das Borough Bossiney in Cornwall ins englische House of Commons gewählt und hatte dieses Mandat bis 1611 inne. 1617 wurde er als Knight Bachelor geadelt. 1619 wurde er Secretary of State und Mitglied des Privy Council. Von 1621 bis 1622 war er als Knight of the Shire für Yorkshire und 1624 als Abgeordneter der Universität Oxford erneut Mitglied des englischen House of Commons. Als Secretary of State war er einer der Wortführer der Hofpartei und erwies sich als solcher als wirkungsvoller Verfechter der königlichen Politik im Parlament. Nachdem er sich am 12. Februar 1625 öffentlich zum katholischen Glauben bekannt hatte, gab er sein Ministeramt auf. König Jakob I. verlieh ihm in Anerkennung seiner Loyalität daraufhin am 16. Februar 1625 in der Peerage of Ireland die erbliche Peerwürde eines Baron Baltimore, of Baltimore in the County of Longford. Er wurde dadurch Mitglied des irischen House of Lords.
In erster Ehe hatte er 1604 in Cornhill, Banffshire, Anne Mynne († 1622) geheiratet. In zweiter Ehe heiratete er spätestens 1627 eine Frau namens Joan († 1630).
Er interessierte sich auch für die Erschließung der Neuen Welt und hatte seit 1609 in die Virginia Company und in die Britische Ostindien-Kompanie investiert. 1620 erwarb er von William Vaughan (1575–1641) dessen Besitzrechte an der Avalon genannten Kolonie auf der Halbinsel Avalon auf Neufundland um den Hauptort Ferryland, die dieser 1617 gegründet, aber 1619 wieder aufgegeben hatte. Calvert rüstete 1621 auf eigene Kosten mehrere Expeditionen aus und investierte ein erhebliches Vermögen in den Wiederaufbau der Kolonie. Sein Ziel war es, eine Kolonie zu schaffen, in der ein friedliches Miteinander von Katholiken und Protestanten möglich war. 1622 wurde Calvert offiziell von König Jakob I. mit der Kolonie belehnt. Im Sommer/Herbst 1627 besuchte er selbst für zwei Monate die Kolonie. 1628 zog er mit seiner zweiten Gattin und den meisten seiner Kinder dauerhaft in die Kolonie, ließ sich in Ferryland nieder und übernahm dort das Amt des Gouverneurs. Seine Siedlungsbemühungen wurden während des Englisch-französischen Kriegs (1627–1629) erschwert, während dem häufig französische Kriegsschiffe den Schiffsverkehr vor der Kolonie störten. Zudem erwies sich das kühle Klima als ungünstig. Nach einem harten Winter 1628/29 gab er im Sommer 1629 seine Siedlungsbemühungen und Besitzansprüche in Avalon auf, schickte seine Kinder zurück nach England, und begab sich weiter südlich in die Kolonie Virginia, wo das wärmere Klima den Anbau von Tabak für den Export ermöglichte. Aufgrund seiner katholischen Religion wurde ihm aber dort eine Ansiedlung verweigert, weshalb auch er nach England zurückkehrte. Seine Gattin Joan musste zunächst in Virginia zurückbleiben und ertrank schließlich 1630, als das Schiff, dass Calvert zu ihrer Abholung entsandt hatte, auf der Rückreise vor Irland sank.
1631 erwirke er von König Karl I. die Zusicherung eines Landstrichs an der Nordgrenze von Virginia. Während der Vorbereitung einer entsprechenden neuen Siedlungsexpedition starb Calvert im April 1632. Sein Sohn Cæcilius erhielt im selben Jahr eine offizielle Belehnung zur Besiedelung des Landes zwischen dem 40. Breitengrad im Norden und dem Potomac im Süden. Die neue Kolonie erhielt zu Ehren der Gemahlin des Königs, Henriette Maria, den Namen Maryland. Die 1729 in Maryland angelegte Stadt Baltimore wurde zu Ehren Calverts so genannt. Seine Nachkommen behaupteten die Regierung der Kolonie mit kurzen Unterbrechungen bis zum Amerikanischen Unabhängigkeitskrieg. Die Flagge Marylands trägt die Farben seines Familienwappens, ebenso die Flaggen der Stadt Baltimore, des Baltimore County, des Anne Arundel County, des Calvert County, des Caroline County, des Howard County und des Charles County (alle in Maryland gelegen).

## Nachkommen
Aus seiner ersten Ehe mit Anne Mynne hatte er sechs Söhne und fünf Töchter:
- Cæcilius Calvert, 2. Baron Baltimore (1606–1675), ⚭ 1628 Hon. Anne Arundell, Tochter des Thomas Arundell, 1. Baron Arundell of Wardour;
- Hon. Leonard Calvert (1610–1647), erster Gouverneur von Maryland, ⚭ 1641 Ann Brent;
- Hon. George Calvert (1613–1634), ertrunken;
- Hon. Francis Calvert;
- Hon. Henry Calvert (* um 1617);
- Hon. John Calvert (1618–vor 1622);
- Hon. Mary Calvert (* 1607), ⚭ Sir William Peaseley;
- Hon. Dorothy Calvert (* 1608), ⚭ Richard Talbot;
- Hon. Elizabeth Calvert (* 1609), ⚭ Samuel Matthews;
- Hon. Grace Calvert (* 1614), ⚭ Sir Robert Talbot, 2. Baronet;
- Hon. Helen Calvert (1615–1655).

Aus seiner zweiten Ehe mit Joan hatte er einen Sohn:
- Hon. Phillip Calvert (um 1627–um 1682), 1660 Gouverneur von Maryland, ⚭ (1) Ann Wolseley, ⚭ (2) Jane Sewell.